# El héroe chino (Galuppi)
El héroe chino (título original en italiano, L’eroe cinese) es una ópera en tres actos del compositor italiano Baldassare Galuppi (Burano, 1706 – Venecia, 1785) con libreto en italiano de Pietro Metastasio, cuyo estreno tuvo lugar en el Teatro San Carlos de Nápoles el 10 de julio de 1753. 

## Libreto
La fuente a la que acudió Metastasio para escribir el libreto fue el drama del chino Hi-Him Siang "L'orphelin de la maison", traducido por el misionero jesuita francés Joseph de Prémare. 

El libreto es el vigésimo tercero de la producción de Metastasio, estando comprendido entre Il re pastore  (1751) y  Nitteti (1756).

## Personajes

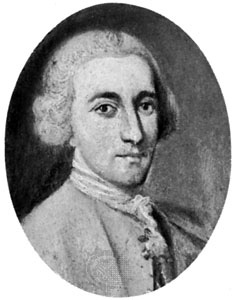
Baldassare Galuppi

| Personaje                                        | Tesitura   | Reparto el 10 de julio de 1753 Director: Domenico De Matteis |
| ------------------------------------------------ | ---------- | ------------------------------------------------------------ |
| Leango, regente del imperio chino.               | sopranista | Stefano Leonardi                                             |
| Siveno, falso hijo de Leango, amante de Lusinga. | sopranista | Ferdinando Mazzanti                                          |
| Lusinga, princesa tártara, prisionera en China.  | soprano    | Francesca Guizetti                                           |
| Ulania, hermana de Lusinga.                      | soprano    | Rosa Tagliavini                                              |
| Minteo, mandarín, amante de Ulania.              | castrato   | Giuseppe Aprile (Sciroletto)                                 |

Escenógrafo: Vincenzo Re

## Argumento

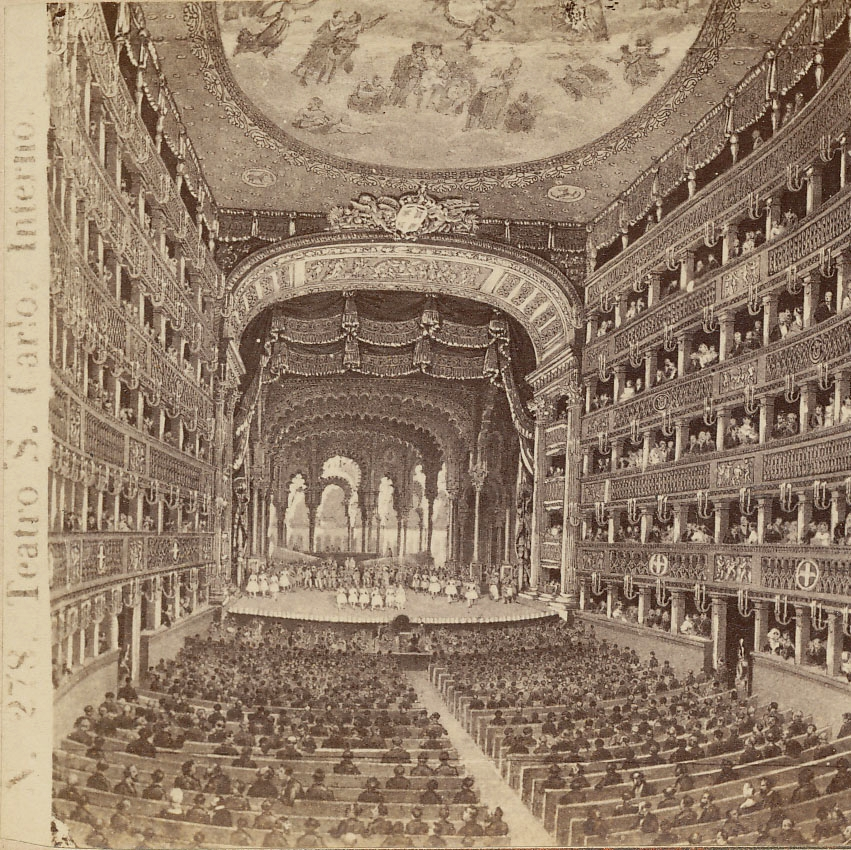
Interior del Teatro de San Carlos de Nápoles Grabado de Giorgio Sommer

En todo el vasto imperio chino, al cabo de tantos y tantos siglos, aún es célebre -incluso en nuestros días- la heroica fidelidad del antiguo Leango, cuyo nombre histórico era Tchao-kong. 

A causa de una sublevación popular, Leango salvó al emperador Livanio, su señor, acompañándolo al destierro. Para preservar la vida del pequeño Svenvango, único resto de la masacrada familia imperial, ofreció Leango, en encomiable artimaña ante las inhumanas búsquedas de los levantados, en lugar del real infante, al propio hijo todavía niño, artificiosamente envuelto en las regias gasas; y soportó, a pesar de sus propias e insoportables ternuras paternas, verlo traspasar (atravesar) por el acero ante sus ojos, sin traicionar el secreto.

## Influencia
Metastasio tuvo gran influencia sobre los compositores de ópera desde principios del siglo XVIII a comienzos del siglo XIX. Los teatros de más renombre representaron en este período obras del ilustre italiano, y los compositores musicalizaron los libretos que el público esperaba ansioso. L’eroe cinese fue utilizada por casi una veintena de compositores para componer otras tantas óperas de las que ninguna de ellas ha sobrevivido al paso del tiempo.